# JC Janse van Rensburg
Pour les articles homonymes, voir Janse, Janse van Rensburg et Rensburg.
Pas d'image ? Cliquez ici

a Compétitions nationales et continentales officielles uniquement.

Dernière mise à jour le 27 juillet 2020.
Jakobus Christo Janse van Rensburg dit JC Janse van Rensburg, né le 9 janvier 1986 à Prince Albert, est un joueur sud-africain de rugby à XV qui joue au poste de pilier.